# 35 Orionis
35 Orionis är en blåvit stjärna i huvudserien i stjärnbilden Orion.
35 Orionis har visuell magnitud +5,59 och är synlig för blotta ögat vid god seeing. Den befinner sig på ett avstånd av ungefär 445 ljusår.